# Kruidengeneeskunde

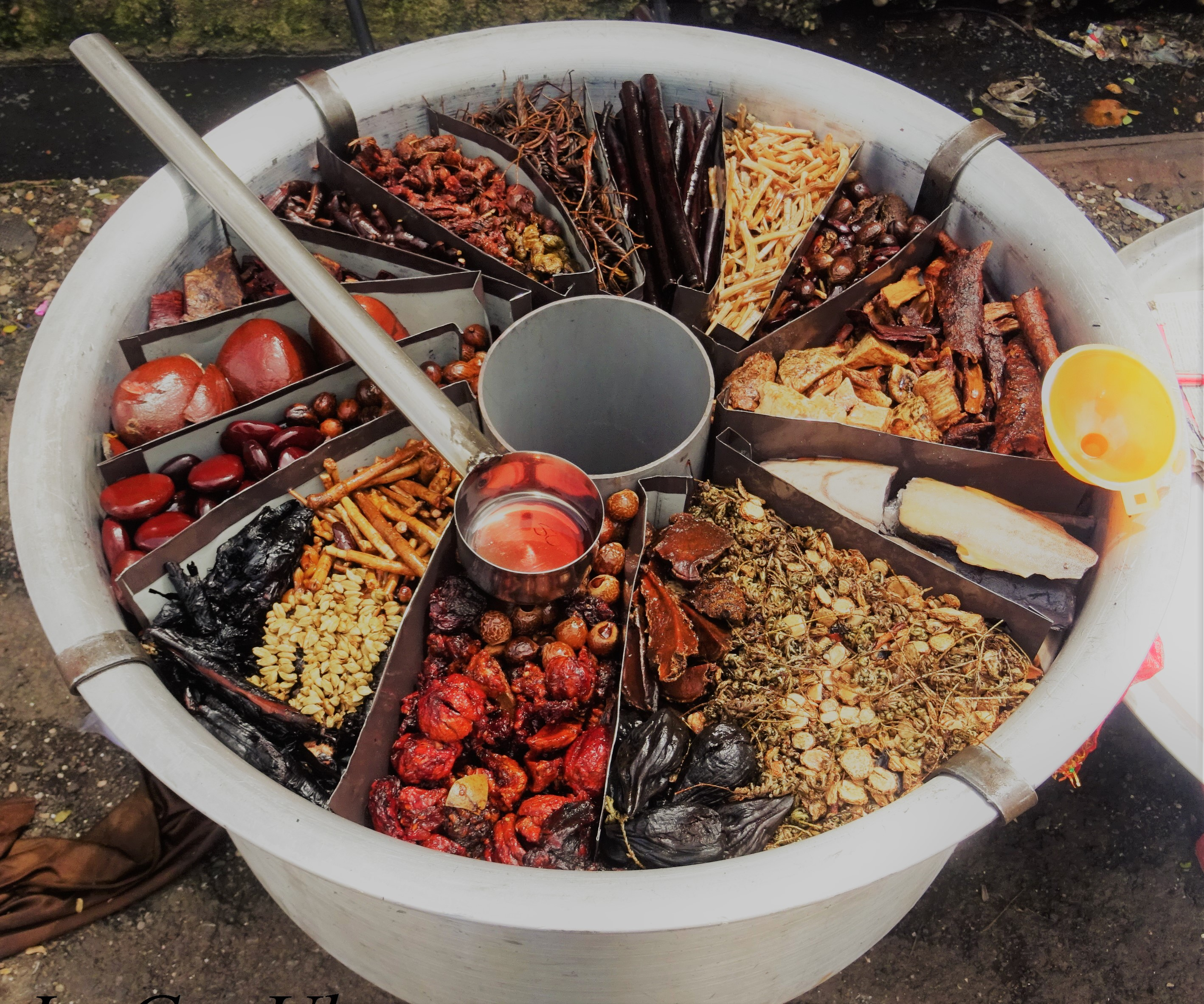
Schotel met geneeskrachtige kruiden op een vismarkt in Panaji, India

Kruidengeneeskunde, ook wel fytotherapie, ('behandeling met planten') genoemd, is het behandelen van gezondheidsklachten en ziekten met plantaardige middelen. Kruidengeneeskunde is een alternatieve geneeswijze.
In de kruidengeneeskunde gebruikte plantaardige middelen noemt men kruidengeneesmiddelen of fytotherapeutica. De definitie van de Nederlandse Vereniging voor Fytotherapie luidt: "Geneesmiddelen die als actieve ingrediënten uitsluitend planten, delen van planten of plantenmaterialen of combinaties daarvan bevatten, in ruwe of bewerkte staat." Volgens deze definitie valt therapeutisch gebruik van geïsoleerde inhoudsstoffen van planten (bijvoorbeeld curcumine, morfine, digoxine, galantamine, taxol) uitdrukkelijk niet onder de fytotherapie.
Fytotherapie wordt zowel in diverse natuurgeneeswijzen als op beperkte schaal in de reguliere context gebruikt. Veel fytotherapeutische kennis is gebaseerd op eeuwenlang behouden en doorgegeven gebruiken. Vanuit deze kennis zijn veel enkelvoudige geneesmiddelen ontwikkeld, bijvoorbeeld digoxine en reserpine. Binnen de farmacognosie wordt onder andere wetenschappelijk onderzoek gedaan naar de medicinale werkzaamheid van kruiden en kruidenextracten. Diverse farmaceutische bedrijven onderzoeken kruidengeneesmiddelen uit niet-Westerse culturen om nieuwe geneesmiddelen te kunnen ontdekken.
Er is beperkt wetenschappelijk bewijs voor de veiligheid en werkzaamheid van planten die in de 21e eeuw gebruikt worden in de kruidengeneeskunde en er zijn over het algemeen geen normen voor zuiverheid of dosering.

## Filosofieën
Kruidengeneeskunde kent verschillende tradities. De farmacie is ontsprongen uit de kruidengeneeskunde.
Kruiden worden in talrijke culturen gebruikt, onder andere in de westerse, de traditionele Chinese geneeskunde, de Islamitische geneeskunde  en de Ayurveda. De filosofie verschilt echter per cultuur.
- In Europa baseerde de kruidengeneeskunde zich lang op de humoraalpathologie van Hippocrates, waarbij het doel is, de balans te herstellen tussen de vier lichaamssappen: bloed (sang), gele gal (chol), zwarte gal (melanchol) en slijm (flegma).
- De antroposofie baseert zich op de inzichten van Rudolf Steiner, waarbinnen de mens als vier met elkaar verbonden delen wordt gezien: het fysieke lichaam, het etherische lichaam, de ziel en de geestelijke kern. De antroposofische geneeskunde ziet ziekte als een onbalans tussen deze delen en tracht de balans te herstellen met hulp van de antroposofische geneeskunde die onder andere gebruikmaakt van kruidengeneesmiddelen.
- De traditionele Chinese geneeskunde past fytotherapie toe op basis van traditionele recepten die zijn bereid uit vele verschillende planten volgens de filosofie van de vijf-elementenleer. Deze elementen zijn hout, vuur, aarde, metaal en water. In een gezonde situatie houden alle elementen elkaar in evenwicht. Bij onbalans, klachten en ziekte kunnen één of meerdere elementen uit evenwicht raken en wordt fytotherapie gebruikt om het evenwicht te herstellen.
- De Ayurveda gaat ervan uit dat het lichaam de geest volgt en dat een lichamelijke ziekte haar oorzaak heeft in een onevenwichtigheid in de energieën van de geest. Deze energieën zijn vata, pitta en kapha. Onder andere fytotherapie wordt gebruikt om deze energieën terug te brengen naar de energieverdeling zoals die bij de geboorte was, omdat deze toen per definitie optimaal in balans was.

## Historie
Sinds mensenheugenis is bekend dat bepaalde planten een geneeskrachtige werking kunnen hebben en al even lang wordt daar gebruik van gemaakt.
Deze oermedicijnen hadden (en hebben) echter nadelen:
1. de samenstellingen en kwaliteit van de grondstoffen varieert, waardoor een precieze dosering moeilijk is,
2. plantaardige grondstoffen zijn veelal niet het hele jaar door vers beschikbaar. Conserveringen, zoals drogen, kunnen de samenstelling en werking veranderen,
3. de complexe samenstelling vergroot de kans op bijwerkingen.[5]

Met de opkomst van de fytochemie werd het mogelijk de werkzame stof(fen) uit het plantenextract te isoleren, en de plantaardige geneesmiddelen te normeren.
In 1985 schatte de Wereldgezondheidsorganisatie dat ongeveer 65 à 80 procent van de bevolking in ontwikkelingslanden vanwege armoede en onvoldoende beschikbaarheid van moderne geneesmiddelen is aangewezen op kruidengeneeskunde. Haar beleid is dat landen actief de regulering van deze middelen ter hand nemen.
De werkzame stof in veel medicijnen in de moderne geneeskunde stamt oorspronkelijk uit planten, bijvoorbeeld Digoxine, codeïne, aspirine, colchicine, morfine, vincristine, taxol en yohimbine. Soms wordt de stof intussen in het laboratorium geproduceerd. Sommige stoffen zijn scheikundige afgeleiden van plantaardige stoffen.

## Samenstelling
De chemische samenstelling van fytotherapeutische middelen met dezelfde naam kan sterk verschillen en is afhankelijk van onder meer:
- een juiste identificatie van de gebruikte planten,
- genetische verschillen tussen planten van dezelfde soort,
- groeiomstandigheden: grondsoort, bemesting, microklimaat en weersomstandigheden beïnvloeden,
- het oogstmoment: Sint-janskruid heeft bijvoorbeeld het hoogste gehalte hypericine vlak voordat de plant bloeit.
- de verwerking, opslag en transport: sommige stoffen verdwijnen na het oogsten, andere ontstaan door bijvoorbeeld fermentatie,
- de extractiemethode, het oplosmiddel en de temperatuur: de bereidingsmethode bepaalt voor een belangrijk deel welk deel van de inhoudsstoffen in het fytotherapeuticum terechtkomen, afhankelijk bijvoorbeeld van de oplosbaarheid in water dan wel alcohol of olie.

Voor fytotherapeutische geneesmiddelen geldt dat het geoogste en gedroogde materiaal moet voldoen aan de standaarden van de Europese Farmacopee, bijvoorbeeld dat er een minimaal gehalte aan vluchtige olie, flavonoïden of saponinen aanwezig moet zijn.

### Verschil met voeding
Voor voedingssupplementen gelden de voorwaarden voor een minimaal gehalte aan werkzame stof niet; hun samenstelling varieert sterk. Het onderscheid tussen deze twee groepen producten is voor de consument onduidelijk, onder meer omdat de regelgeving en classificatie in de Europese landen verschillen. Wat in Nederland als voedingssupplement wordt verkocht geldt in het buitenland soms als geneesmiddel.

### Bereidingsmethoden
Kruidenmiddelen kunnen op veel verschillende manieren worden gemaakt en gebruikt. De chemische samenstelling van deze bereidingen kan aanzienlijk verschillen, ook als deze van exact hetzelfde plantmateriaal worden gemaakt.
- Natieve bereiding: als uitsluitend het zuivere, verse plantmateriaal wordt gebruikt
- Perssap: het sap dat verkregen wordt door het uitpersen van het verse plantmateriaal (bladeren, bloemen, vruchten of wortels), al dan niet gesneden en/of gemengd met water. Perssap moet snel na productie worden geconsumeerd, omdat de houdbaarheid erg kort is. Deze kan verlengd worden door verhitten (bij commercieel verkrijgbare perssappen gebeurt dat via UHT), maar daarbij kunnen waardevolle enzymen geïnactiveerd worden.
- Kruidenpoeder: poeder dat gemaakt wordt door gedroogde kruiden eerst te vermalen en vervolgens te verpulveren (meestal in een vijzel). Om verval van belangrijke inhoudsstoffen te voorkomen, wordt tegenwoordig plantmateriaal soms met vloeibare stikstof gekoeld en vervolgens fijngemalen. Het voordeel van deze bereidingswijze is dat er geen warmte vrijkomt bij het vermalen van de planten, waardoor de actieve inhoudsstoffen behouden blijven.
- Kruidenthee, infusie of tisane: men onderscheidt hierbij de volgende bereidingswijzen:
  - Aftreksel: men werpt de voorgeschreven hoeveelheid planten of het mengsel in kokend water, laat dit 5 à 10 minuten trekken.
  - Opgieten: Bij het opgieten worden de betreffende plantendelen met heet water overgoten. Meestal laat men het plantmateriaal circa 5 à 10 minuten trekken, terwijl men af en toe omroert. Afhankelijk van de temperatuur van het water en de duur van het trekken lossen de aanwezige bestanddelen in het water op. Bij kruiden met etherische oliën dient het trekken afgedekt plaats te vinden, om verlies van deze vluchtige bestanddelen zo veel mogelijk te voorkomen.
  - Afkooksel (decoct): de hardere of taaie delen van het kruid (houtachtige delen, schors, wortels) worden aan de kook gebracht met water en gebruikelijk is om dit mengsel circa 5 à 10 minuten te laten doorkoken. Vervolgens wordt het mengsel gezeefd en warm of koud gedronken. Decocten kunnen alleen worden gemaakt van planten die ook bij hitte hun werkzaamheid niet verliezen.
  - Verlengd infuus: Een half uur trekken met water van 90 - 100 graden Celsius.

Aangezien door enzymatische en oxidatieve invloeden de werkstoffen van waterige bereidingen relatief snel worden afgebroken, moeten deze direct na bereiding geconsumeerd worden.
- Maceraat: een "koud" aftreksel in water bij 15 tot 25 graden Celsius. Maceratie in water wordt voornamelijk gebruikt bij kruiden met veel slijmstoffen (zoals hoornklaver, heemst of lijnzaad), omdat deze hun werkzaamheid verliezen bij verwarmen. Ook wordt dit gebruikt bij planten die stoffen die bij verhitten of koken prikkelende substanties vrijzetten. De tijdsduur voor het maken van een maceraat kan variëren van minuten tot zelfs weken. Een digeraat (digeratum) wordt op dezelfde wijze gemaakt, alleen is de temperatuur van het water daarbij 35 tot 45 graden Celsius.
Maceraten in glycerine, alcohol, olie of een ander oplosmiddel komen ook voor, maar zijn minder gebruikelijk:
  - In de gemmotherapie wordt uitsluitend gebruikgemaakt van maceraten op basis van glycerine en alcohol (glycerinemaceraten), omdat het jonge plantmateriaal (knoppen en scheuten) dat voor de gemmotherapie wordt gebruikt, daarin het beste oplost.
  - Een kruidenolie wordt gemaakt door kruiden drie weken te laten macereren in een plantaardige olie en daarna af te zeven. Soms wordt dit proces versneld door de olie te verwarmen. Wanneer een kruidenolie met een alcoholische tinctuur wordt vermengd, ontstaat een kruidenbalsem. Een bekend voorbeeld is johannesolie, gemaakt van Sint-janskruid en knoflookolie.
- Siroop: aftreksel van (meestal) vers plantmateriaal dat enkele weken in een suikeroplossing mag macereren en vervolgens wordt afgezeefd. Soms worden ook aftreksels, afkooksels, tincturen of plantensappen gemengd met de suikeroplossing en verwarmd tot alles opgelost is. Soms wordt in plaats van suikersiroop ook honing gebruikt. Bekende voorbeelden van medicinale siropen zijn tijmsiroop, dat een bekend middel tegen hoesten is, en venkelsiroop.
- Tinctuur: een aftreksel van meestal vers (maar soms ook gedroogd) plantmateriaal in een mengsel van water en ethanol. Het alcoholpercentage bedraagt gewoonlijk 40 à 60%, in sommige gevallen zelfs 90%. Tincturen worden meestal volgens het voorschrift van een farmacopee geproduceerd.
- Vloeibaar extract: aftreksel van meestal vers (maar soms ook gedroogd) plantmateriaal in een mengsel van water en alcohol, waarbij door filtering of destillatie een deel van de alcohol wordt verwijderd. De overgebleven alcohol fungeert dan als conserveermiddel. Het alcoholpercentage van vloeibare extracten is daardoor lager dan dat van tincturen, waardoor het plantmateriaal sterker geconcentreerd is.
- Droogextract: aftreksel van plantmateriaal in oplosmiddel (bv. water, alcohol (ethanol), aceton, CO2 of hexanol) waarbij het oplosmiddel volledig wordt verdampt. Een nebulisaat is een bijzondere vorm van een droogextract, waarbij het aftreksel wordt verneveld en het vernevelde extract tijdens het afdalen wordt gedroogd in hete lucht.
- Etherische olie: de sterk geconcentreerde vluchtige oliën uit planten. Meestal wordt deze via stoomdestillatie gewonnen (bijvoorbeeld pepermuntolie), maar in geval van citrusvruchten vindt dat plaats door middel van koude persing. In de aromatherapie worden etherische oliën therapeutisch ingezet, maar etherische olie wordt soms ook aan massageolie toegevoegd.
- Kruidenazijn: een aftreksel van plantmateriaal in azijn. Het azijnzuur helpt actieve ingrediënten uit de kruiden te trekken en draagt bovendien bij aan de conservering.
- Kruidendestillaat, geest of spiritus: een aftreksel van plantmateriaal in alcoholische dranken als wijn of jenever. Door de alcohol worden de inhoudsstoffen wel geëxtraheerd, maar de extractie is vaak minder dan van tincturen. Ook is de houdbaarheid minder dan die van tincturen. Voorbeelden: kruidenwijn, kruidenlikeur
- Zalf: een zalf wordt bereid door plantmateriaal (bijvoorbeeld sap, extract of tinctuur) te mengen met een vette substantie, gewoonlijk vaseline of lanoline.
- Kompressen en pleisters

Bij het bereiden van extracten vindt concentratie van het basismateriaal plaats, waardoor meer plantmateriaal nodig dan in de uiteindelijke bereiding aanwezig is. De verhouding tussen de oorspronkelijk aanwezige hoeveelheid plantmateriaal en het extract, wordt uitgedrukt in de "drug-extractverhouding". Deze verhouding kan hoog oplopen: het meestverkochte Ginkgo biloba extract ter wereld (EGb761) bevat 50 maal de concentratie ginkgoliden als van nature aanwezig is in ginkgobladeren.
Wanneer het gehalte van één of meerdere inhoudsstoffen (meestal de veronderstelde werkzame stoffen) wordt gegarandeerd, spreekt men van een genormeerd en gestandaardiseerd product. Standaardisatie van fytotherapeutica vindt plaats om de natuurlijke variatie in inhoudsstoffen van fytotherapeutica te behouden en toch enige therapeutische stabiliteit te kunnen bieden aan behandelaars. Bij standaardisatie is het van belang dat niet slechts de concentratie van één of meerdere inhoudsstoffen wordt gegarandeerd, maar dat alle procedures, van het zaaien tot het eindproduct, protocollair worden vastgelegd, zodat ze steeds op zo veel mogelijk uniforme wijze worden uitgevoerd. Dit alles teneinde een zo veel mogelijk reproduceerbaar product te verkrijgen dat ook tussen verschillende productiecharges zo veel mogelijk uniform qua samenstelling is, ook wat betreft de inhoudsstoffen waarvan de gehaltes niet worden gegarandeerd.

### Inhoudsstoffen
De bioactieve inhoudsstoffen van planten die een positief effect hebben op het menselijk lichaam, worden ook wel fytonutriënten genoemd. Fytonutriënten kunnen in verschillende stofklassen worden ingedeeld.
Tot de bekende actieve stoffen, waarbij de eigenschappen en de medicinale werking van belang zijn, behoren terpenen, bitterstoffen, alkaloïden, looistoffen, glycosiden, saponinen, slijmstoffen, de mineralen en de vitaminen.
- Bitterstoffen. De term "bitterstoffen" staat voor een omvangrijke groep van chemisch zeer verschillende, stikstofvrije, zuurstofhoudende plantbestanddelen die verantwoordelijk zijn voor de bittere smaak van veel planten.
  - Enkelvoudige bitterstoffen worden in belangrijke mate als maagmiddel gebruikt, om de afscheiding van spijsverteringssappen in de mond, de maag en de darm te bevorderen. Deze stoffen worden bijvoorbeeld aangetroffen in de verschillende maagbitters. Typische voorbeelden voor droge bitterstoffen zijn de bitterstoffen van de gentiaanfamilie (Gentianaceae), van het duizendguldenkruid (Centaurium spp.), salie (Salvia officinalis) en absintalsem (Artemisia absinthium).
  - Scherpe bitterstoffen stimuleren de warmte- en/of pijnreceptoren. Daartoe behoren bijvoorbeeld de stoffen in gember (Zingiber officinale) of spaanse peper (Capsicum sp..). Ze verhogen de afgifte van spijsverteringssappen (speeksel, maagsap) en worden daarom gebruikt bij winderigheid en maagklachten.

- Alkaloïden: zijn stikstofhoudende, organische verbindingen met een complexe structuur. Vaak zijn het sterk werkende stoffen die voorkomen in planten die wij aanduiden met "giftig", omdat zij inwerken op het centrale zenuwstelsel en kalmerend, pijnstillend, maar ook prikkelend, stimulerend of opwekkend kunnen werken. Tot de alkaloïden behoren bijvoorbeeld morfine en codeïne, die zich in het melksap van de bolpapaver (Papaver somniferum) bevinden, of atropine uit wolfskers (Atropa belladonna), cafeïne in de Koffieplant (Coffea spp.) en nicotine in tabaksbladeren (Nicotiana tabacum). In hoge doseringen zijn diverse alkaloïden toxisch.

- Looistoffen: Looistoffen zijn gecompliceerde, stikstofvrije verbindingen (polyfenolen). Hun belangrijkste eigenschap is de adstringerende (=samentrekkende) werking op de huidweefsels. De toepassing van looistoffen vindt dan ook plaats bij ontstekingsprocessen die zich door roodheid, opzwellen van weefsel en verhoogde afscheiding openbaren. Door samentrekking van de oppervlakte volgt een verdichting van het weefsel; de roodheid neemt af en door het binnendringen van de looistoffen in de slijmklieren vertraagt de secretie. Bovendien hebben looistoffen in zekere mate antiseptische, desinfecterende en enigszins lokale anaesthetische eigenschappen. Uitwendig vinden looistofbevattende kruidenbereidingen toepassing als mond- en gorgelwater. Inwendig dienen looistofhoudende kruiden voor de behandeling van diarree.

Vroeger werden looistoffen gebruikt bij het looien van dierenhuiden. Planten die looistoffen bevatten zijn de theeplant (Camellia sinensis), de eik (Quercus spp.) en blauwe bosbessen (Vaccinium myrtillus).
- Glycosiden. Deze stoffen, die men ook wel glucosiden noemt, zijn glucoseverbindingen die met zuren, basen en enzymen het splitsingsproduct suiker geven. De overblijvende verbinding (aglycon) bepaalt het al of niet werkzaam zijn van het glycoside. Er bestaan verschillende soorten glycosiden, waarvan er sommige sterk werken en zeker niet onschuldig zijn (denk bijvoorbeeld aan digitoxine). Een aantal voorbeelden met specifieke eigenschappen:
  - Isothiocyanaatglycosiden (mosterdolieglycosiden), die stimulerend werken op de spijsvertering bij anorexie en dyspepsie. Planten met mosterdolieglycosiden zijn bijvoorbeeld herderstasje, witte mosterd, echt lepelblad, mierik en witte waterkers.
  - Blauwzuurglycosiden, zoals het giftige amygdaline in bittere amandelen.
  - Anthraquinonglycosiden (emodineglycosiden) zijn afgeleid van 1,8-dihydroxyanthraquinone (dantron, chrysazine), de oxygroepen bevinden zich niet aan één kern. Ze komen voor in rhamnus-, rheum-, cassia-, en aloësoorten. Sporen komen tevens voor in andere planten van de duizendknoopfamilie. Het zijn dikkedarmrelaxantia, die via de dunne darm worden geresorbeerd en in de dikke darm worden uitgescheiden. Aldaar werken ze sterk laxerend door enerzijds verhindering van de waterresorptie en anderzijds reflectorische prikkeling van de dikkedarmperistaltiek.
  - Rubiaglycosiden zijn afgeleid van 1,2-dihydroxyanthraquinone of 1,3-dihydroxyanthraquinone (bijvoorbeeld alizarine), de oxygroepen bevinden zich uitsluitend aan één kern. Zoals de naam al aangeeft komen ze voor in Rubia tinctorum (Meekrap), maar ook enkele andere planten uit de Rubiaceae (sterbladigenfamilie) bevatten deze stoffen, zij het in mindere mate. Voorbeelden zijn geel walstro, kleefkruid en lievevrouwebedstro.
  - Salicine en saligenine: glycosiden met een pijnstillende, koorts- en ontstekingsremmende werking.

- Saponinen bezitten de eigenschap om in combinatie met water sterk te gaan schuimen. Op basis van hun effect op de oppervlaktespanning hebben ze het karakter van zeep. Rechtstreeks in de bloedcirculatie gebracht werken saponinen als sterk vergif en leiden ze tot oplossing van de rode bloedcellen en tot beschadiging van organen. Grote hoeveelheden veroorzaken krampen en na korte tijd ademverlamming. In het maag-darmkanaal worden saponinen bijna niet opgenomen en ze werken daarom bij opname door de mond in lage doses niet giftig. Saponinehoudende planten worden in de fytotherapie als urinedrijvend middel (berkenbladeren) toegediend, alsook om hun afscheidende en slijmoplossende werking bij bronchitis (sleutelbloem). De wortel van de sleutelbloem (Primula spp.), klimopblad (Hedera helix), (berkenblad (Betula spp.)), zoethout (Glycyrrhiza glabra) en witte paardenkastanje (Aesculus spp.) bevatten saponinen.

- Slijmstoffen: Tot de slijmstoffen, die de slijmcellen van de planten bevatten, behoren zetmeel, gom en pectine. Deze worden in de eerste plaats ingezet bij ontstekingen van de slijmvliezen (maag, darm, luchtwegen). De slijmstoffen vormen op de ontstoken slijmvliezen een beschermend laagje. Tot de planten die rijk zijn aan droge slijmstoffen behoren heemstwortel (Althaea officinalis), vlozaad (Plantago psyllium), lijnzaad (Linum usitatissimum) en smalle weegbree (Plantago lanceolata).

- Organische zuren: In heel veel planten, meestal in de vruchten, zitten bepaalde organische zuren, zoals appelzuur, oxaalzuur, wijnsteenzuur, citroenzuur.

- Harsen: Harsen zijn niet-vluchtige stoffen die worden gevormd in de schors en het hout van met name tropische boomsoorten. Wanneer harsen oplossen in vluchtige (etherische) olie, dan wordt het balsem genoemd. Harsen bevatten en zuur en werken daarom prikkelend op de huid. Tot de harshoudende droge stoffen behoren mirre en wierook. Beide werken desinfecterend en ontstekingsremmend en worden vaak toegepast bij ontstekingen van de huid, de keel, de darm of de gewrichten.

- Mineralen: Verschillende mineralen komen in zeer kleine, maar daarom niet minder belangrijke, hoeveelheden in planten voor. Te denken valt aan natrium, kalium, calcium, magnesium, zwavel, silicium, ijzer, mangaan, koper, zink, fosfor, broom en jodium.

- Vitaminen

### Toedieningsvormen
- Dampbaden of inhalaties
- Orale toedieningsvormen (capsules, tabletten etc.)
- Voetbaden
- Spray
- Omslagen
- Kompressen
- Kruidenzalf
- Kruidencrème

## Status
Binnen Europa bestaan per land grote verschillen in de maatschappelijke status van fytotherapeutica, ook al is de geneesmiddelwetgeving in de EU geharmoniseerd. In Duitsland, evenals in Frankrijk, zijn veel meer fytotherapeutica geregistreerd dan in Nederland, waar de stand anno 2010 is:
Twee geneesmiddelen op basis van Hypericum perforatum, een geneesmiddel op basis van Ginkgo biloba en een complexmiddel op basis van Iberis amara zijn als normale werkzame geneesmiddelen erkend. Als traditionele kruidengeneesmiddelen zijn enkele preparaten van Pelargonium sidoides, Sabal palmetto, Aesculus hippocastanum, Harpagophytum procumbens en Rhodiola rosea geregistreerd. Oude registraties van preparaten op basis van curcuma, echte valeriaan, Senna-soorten en van Plantago psyllium blijven voorlopig nog bestaan. Daarnaast zijn verschillende in het buitenland geregistreerde kruidengeneesmiddelen in Nederland in de handel als voedingssupplement. Wanneer kruidenbereidingen als voedingssupplement op de markt zijn, is het de verkopers ervan niet toegestaan medische claims te gebruiken ter promotie van hun product.
De registratie van planten als geneesmiddel is geen eenvoudige zaak. Planten bevatten zeer vele inhoudsstoffen, waarvan de hoeveelheden sterk kunnen wisselen. Standaardisatie en normering spelen dus een zeer belangrijke rol.

### In Duitsland
Sinds de aanpassing van de Arzneimittelgesetz (AMG) in 1978 heeft het Bundesgesundheitsamt de taak gekregen om de veiligheid en het effect van fytotherapeutische middelen te beoordelen. Daartoe is een zogenoemde "Kommission E" opgericht, die van ongeveer 300 middelen het bestaande wetenschappelijk onderzoek heeft afgewogen en op grond daarvan een lijst heeft opgesteld van plantaardige bestanddelen waarvan een geneeskrachtig effect is aangetoond. Preparaten van deze plantaardige bestanddelen die aan de eisen van de commissie voldoen, zijn in Duitsland erkend als geneesmiddel. Op dit moment (2010) vindt in Duitsland de overgang plaats naar de nieuwe EU regelgeving, waarbij alle middelen opnieuw worden beoordeeld in het kader van de richtlijnen van de Europese Registratie Autoriteit (EMA).

## Onderzoek en ontwikkeling
Het onderzoek naar werkzaamheid van kruiden als geneesmiddel is complex omdat heel vaak meerdere bestanddelen (iedere plant is een mengsel van actieve stoffen) bijdragen aan het gewenste effect. Daarbij valt er geen geld te verdienen aan patenten op natuurproducten en veel huidige patentgeneesmiddelen zijn al modificaties of isolatien van stoffen uit planten, dat maakt investeren hierin erg risicovol. Een oplossing hiervoor lijkt te zijn gevonden door op Europees niveau traditionele kruidengeneesmiddelen als generieke middelen te behandelen (THMP richtlijn). Nog steeds zijn veel buitenlandse kruidengeneesmiddelen in Nederland op de markt als waren (denk aan bijvoorbeeld knoflook en geelwortel). Onjuiste claims voor dergelijke middelen zijn echter sinds kort verboden; claims dienen te zijn goedgekeurd door de EFSA (European Food Safety Authority).

## Wettelijke regeling

### In Nederland
Het College ter Beoordeling van Geneesmiddelen in Nederland (CBG) heeft op basis van de richtlijnen van de EU en samen met de EMA (de Europese Geneesmiddelen Autoriteit) heel duidelijke procedures voor de registratie. Er is voor de veiligheid van de consument in relatie tot de vele kruidenproducten in de warenwet een kruidenbesluit gemaakt, dat de VWA de mogelijkheid geeft direct in te grijpen bij elk volgens haar onveilig preparaat, iets wat zij regelmatig doet. Tevens zijn een aantal planten verboden in de warenwet door het besluit kruidenpreparaten. Dit besluit houdt tevens in dat indien onderzoek ontbreekt dat de plausibiliteit van de gemaakte gezondheidsclaims ondersteunt, de VWA ook kan ingrijpen.

### In België
Voedingssupplementen die planten bevatten worden gereglementeerd door het koninklijk besluit van 29 augustus 1997, gewijzigd door het besluit van 19 maart 2012. Dit besluit omvat onder meer:
- een notificatieprocedure vooraleer voedingssupplementen in de handel gebracht worden
- eisen voor de etikettering en reclame.

De bijlage van dit besluit omvat 3 lijsten:
- een lijst van planten die niet in of als voedingsmiddel mogen gebruikt worden
- een lijst van eetbare paddenstoelen
- een lijst van planten die toegelaten zijn in voedingssupplementen[18]

## Risico's en schadelijkheid
Iedere stof heeft een bepaalde mate van giftigheid en kan zowel gewenste als ongewenste effecten hebben op het lichaam. Dat een stof uit de natuur gewonnen is, maakt de stof niet meer of minder (on)gezond.

### Voorbeelden
- Sint-janskruid verhoogt de gevoeligheid van de huid voor de zon. Sint-janskruid geeft vele interacties met diverse geneesmiddelen. De medicijnen met de belangrijkste wisselwerkingen zijn afweeronderdrukkende middelen, middelen die worden gebruikt bij een HIV-infectie, digoxine, bepaalde slaapmiddelen, een middel tegen hartritmestoornissen, de anticonceptiepil, antistollingsmiddelen en theofylline.

- In 1990 werd in België een proces gestart tegen artsen, apothekers en importeurs van Chinese kruiden, nadat een honderdtal vrouwen te horen had gekregen dat hun nieren aangetast waren door ongeneeslijke "interstitiële fibrosis". De betreffende artsen hadden deze vrouwen een cocktail van synthetische medicijnen en Chinese kruiden voorgeschreven om te vermageren. Het kruidenmengsel bevatte onder meer een plantensoort uit het geslacht Aristolochia die aristolochiazuur bevat, dat op zichzelf zeer giftig voor de nieren (nefrotoxisch) en kankerverwekkend is. Het is in Nederland en België verboden om planten die aristolochiazuren of derivaten hiervan bevatten te verhandelen.[20]

- In meerdere landen wordt door overheidsinstellingen gewaarschuwd voor diverse Ayurvedische producten omdat ze te veel giftige zware metalen zoals lood, kwik en/of arseen bleken te bevatten.[21][22]